# Tinkî, Ciîhîrîn
Tinkî (în ucraineană Тіньки) este o comună în raionul Ciîhîrîn, regiunea Cerkasî, Ucraina, formată numai din satul de reședință.

## Demografie
Componența lingvistică a comunei Tinkî
     Ucraineană (97,25%)
     Rusă (2%)
     Alte limbi (0,2%)
Conform recensământului din 2001, majoritatea populației comunei Tinkî era vorbitoare de ucraineană (97,25%), existând în minoritate și vorbitori de rusă (2%).